# Kiev Challenger 2001
Il Kiev Challenger 2001 è stato un torneo di tennis facente parte della categoria ATP Challenger Series nell'ambito dell'ATP Challenger Series 2001. Il torneo si è giocato a Kiev in Ucraina dal 3 al 9 settembre 2001 su campi in terra rossa.

## Vincitori

### Singolare
David Sánchez ha battuto in finale  Attila Sávolt con il punteggio di 4–6, 6–3, 6–3

### Doppio
Jordan Kerr /  Grant Silcock hanno battuto in finale  Kirill Ivanov-Smolensky /  Vadim Kucenko con il punteggio di 6–1, 7–6(3)